# مانو باریرو
مانو باریرو (انگلیسی: Manu Barreiro؛ زادهٔ ۸ ژوئیهٔ ۱۹۸۶) بازیکن فوتبال اهل اسپانیا است.
از باشگاه‌هایی که در آن بازی کرده‌است می‌توان به باشگاه فوتبال کادیس، باشگاه فوتبال رئال مادرید، باشگاه فوتبال دپورتیوو آلاوس، و باشگاه فوتبال زامورا اشاره کرد.